# Mensch ärgere dich nicht (Film)
Mensch ärgere dich nicht ist ein deutscher Spielfilm von Peter Weck aus dem Jahr 1972.

## Inhalt
Der Prokurist einer Milchreklamefirma Ewald Fröhlich hat von morgens bis abends Pech und ist dementsprechend immer wütend: Er klemmt sich die Finger am klingelnden Wecker ein, der kochende Wasserkessel löst in der Küche die Tapete ab, seine Socken haben ein Loch, das Auto geht mitten auf einer Kreuzung kaputt und auch seine Bilanzen werden vom ewig gestrengen Chef immer wieder zum Nacharbeiten gegeben. Einzig die Chefsekretärin Glöckchen ist nett zu ihm und rät ihm, es den Tag über doch einmal mit einem Lächeln zu versuchen. Und tatsächlich begegnen ihm plötzlich alle Menschen zuvorkommend und freundlich.
Was Ewald nicht weiß, ist, dass er von der Lotterie einen Brief erhalten hat, der ihm den Gewinn von einer Million DM mitteilt. Die Vermieterin weiß darum, da sie grundsätzlich jeden Brief Ewalds heimlich öffnet, und hat die Nachricht weiterverbreitet. Der Brief ist jedoch durch einen Luftzug unter einen Schrank geraten, sodass Ewald nichts von seinem Glück weiß. Sein Auto wird nun nicht nur repariert, sondern er erhält auch noch einen modernen Leihwagen umsonst. Seine Vermieterin, die ihm eigentlich eben noch kündigen wollte, setzt nun alles daran, ihn zu verführen. Die Putzfrau der Vermieterin versucht gleiches. Und der Nachbar, der sonst nur mit Ewald geschimpft hat, lädt ihn plötzlich zum Weintrinken ein.
Auch auf Arbeit läuft es mit einem Mal gut, allerdings aus einem anderen Grund. Die Fotografin Ulla hat zufällig ein Foto vom wütend gestikulierenden Ewald aufgenommen und gerade dieses Foto wurde als Teil einer neuen Milchreklamekampagne von Thomas, dem Neffen des Chefs, begeistert angenommen. „Mensch ärgere dich nicht, trink lieber Milch“ soll die Werbebotschaft sein. Dazu werden jedoch weitere Motive des wütenden Ewald benötigt. Ulla soll nun diese Motive provozieren, fängt eine Beziehung mit ihm an und führt ihn immer wieder in Situationen, die ihn ärgerlich machen.
Am Ende wendet sich das Blatt. Ewald erhält von der Lotterie einen Brief, in dem der Gewinn als Missverständnis bezeichnet wird. Seine Vermieterin liest den Brief wieder als erstes und teilt es allen anderen mit, die nun wieder genauso unfreundlich sind wie zuvor. Ewald macht Ulla einen Heiratsantrag, doch lässt sie ihn ohne Antwort stehen, hat sie doch längst wegen der Werbekampagne ein schlechtes Gewissen. Schließlich ist es Glöckchen, die alles auflöst. Sie findet den Brief mit der Lottogewinnabsage, kurz nachdem Ewald den Lottogewinnbrief unter dem Schrank gefunden hat, und zerstört seine Hoffnung auf den großen Reichtum. Gleichzeitig eröffnet sie ihm auf Bitte von Ulla die wahren Umstände um Ullas Interesse und zeigt ihm die Fotos der Werbekampagne. Ewald wiederum erkennt, dass er auf Glöckchens Eröffnungen nicht wütend sein kann und macht nun ihr einen Heiratsantrag, den Glöckchen annimmt.

## Produktion
Die Uraufführung von Mensch ärgere dich nicht war am 15. Dezember 1972. Chris Roberts singt im Film den Titel Mein Schatz, Du bist ’ne Wucht.
Der Filmtitel nimmt Bezug auf das Brettspiel Mensch ärgere dich nicht, das Ewald im Film für seine Nichten kauft. Ewald wiederum weist Ähnlichkeiten mit dem cholerischen HB-Männchen, der Werbefigur eines Tabakherstellers, auf, wobei im Film der gesunde Aspekt der Milch betont wird.

## Kritik
Das Lexikon des internationalen Films bezeichnete Mensch ärgere dich nicht als „‚Deutsches Lustspiel‘ an der Grenze zur Idiotenkomik“ bzw. als „geschmacksverbildende[n] Klamauk, dessen Komik dicht an der Grenze zur Idiotie angesiedelt ist.“